# Parilia

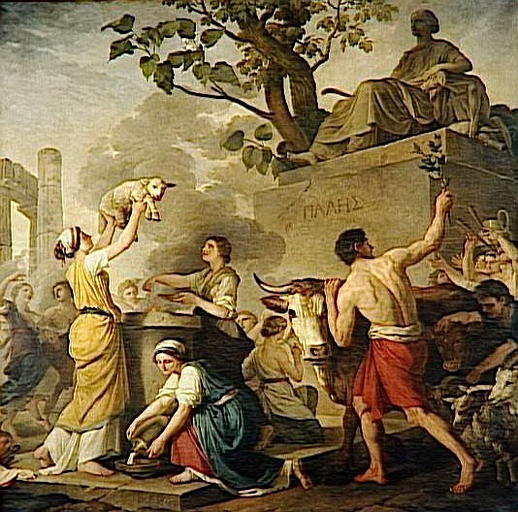
Fest der Pales (Joseph-Benoît Suvée, 1783)

Parilia oder auch Palilia hieß ein antikes römisches Hirtenfest, das sowohl in der Stadt Rom als auch auf dem Land am 21. April gefeiert wurde. Da es zu Ehren der Göttin Pales begangen wurde, hat es wohl ursprünglich Palilia geheißen („Palilien“, Plural des Adjektivs Palilis = „zur Pales gehörig“). Es wird aber meist Parilia genannt. Möglich ist auch, dass es ursprünglich Parilia hieß (von parere, gebären) und erst nachträglich infolge der Namensähnlichkeit mit dem Kult der Pales verbunden wurde.
Ovid schildert den Verlauf ausführlich in seinen Fasti. Es war ein Tag der Reinigung und Erneuerung. Die Römer verbanden diese Feier mit der Erinnerung an die mythische Gründung ihrer Stadt durch Romulus, die sie auf den 21. April datierten, und an die Hirten, die dem Mythos zufolge ihre Vorfahren waren. In diesem Zusammenhang wurde das ursprünglich private Fest auch staatlich begangen. 
Einzelheiten sind uns aber nur über die privaten Feiern bekannt. 
An jenem Tag teilten die Vestalinnen dem Volk das suffimen, ein Mittel zur Räucherung aus, bestehend aus der Asche der an den Fordicidia (15. April) geopferten Kälber, dem Blut des Oktoberpferdes (15. Oktober) und Bohnenstroh.
Am Morgen wurden die Ställe ausgefegt und samt den Tieren geräuchert. Die Ställe wurden mit Laub und die Tiere mit Girlanden geschmückt. Dann opferte man der Göttin Hirsekuchen und Milch. Die Opfernden baten um Vergebung für Verstöße gegen religiöse Vorschriften, die sie unbeabsichtigt oder notgedrungen begangen hatten, und um Gesundheit und Wohlergehen für Mensch und Tier. Dann sprangen die Festteilnehmer dreimal durch ein Feuer aus Bohnenstroh; dies war als Reinigungsakt gemeint. Daran schloss sich ein Gelage im Freien an.
In der Spätantike wurde das Fest Romaea (griechisch Rhomaia) oder Natalis urbis (Geburtstag der Stadt) genannt und war mit dem Kult der Göttin Roma verbunden, der von Kaiser Hadrian in der Stadt Rom eingeführt worden war, nachdem er in den Provinzen schon lange bestanden hatte.
In der zweiten Hälfte des 15. Jahrhunderts wurde die alljährliche Feier der Parilia in der von Julius Pomponius Laetus gegründeten Accademia Romana erneuert, womit die römischen Humanisten ihre Verbundenheit mit der antiken Tradition und der einstigen Größe ihrer Stadt demonstrieren wollten.